# Enrique Martínez y Martínez
Enrique Martínez y Martínez (Saltillo, Coahuila, 10 de noviembre de 1948) es un político mexicano militante del Partido Revolucionario Institucional. Fue Gobernador de Coahuila entre 1999 y 2005, Secretario de Agricultura, Ganadería, Desarrollo Rural, Pesca y Alimentación de México entre 2012 y 2015, y fue Embajador de México ante Cuba.

## Primeros años, estudios y vida familiar
Cursó sus estudios de educación primaria en la escuela anexa a la Normal y los correspondientes de secundaria en el Ateneo Fuente. Sus estudios de bachillerato los realizó en el Instituto Tecnológico y de Estudios Superiores de Monterrey, donde también cursó la Licenciatura en Economía, está casado con María Guadalupe Morales Algaba y tiene tres hijos Enrique Martínez y Morales, Eduardo y Ana Sofía.

## Académico
Ha sido director y catedrático de la Facultad de Economía de la Universidad Autónoma de Coahuila, maestro en la Universidad Autónoma Agraria Antonio Narro y presidente del Instituto de Administración Pública del Estado de Coahuila. Fue también socio fundador, activo y honorario de diversos clubes de servicio y organizaciones de la sociedad civil.

## Funcionario público
Ha fungido como secretario general de gobierno de su estado, director de Ingresos y Egresos de la Tesorería del Estado, presidente municipal de Saltillo y como diputado federal, en dos ocasiones, entre otros cargos. 

### Alcalde de Saltillo
Siendo alcalde de Saltillo, de 1978 a 1981, creó la infraestructura para el crecimiento industrial del municipio.

### Gobernador
Como gobernador, destinó más de la mitad del presupuesto a la educación, amplió la cobertura de los servicios de salud y consolidó un plan integral de combate a la delincuencia, con lo que ha convertido a Coahuila en el estado más seguro de la frontera. Obtuvo la más alta calificación de solidez financiera, así como primeros lugares nacionales en eficiencia y productividad del Instituto Estatal del Empleo, en administración y fortaleza económica, en disminución del rezago educativo en el 2003; en atención al envejecimiento, en cobertura de agua potable en el campo, en desarrollo deportivo, en cobertura de energía eléctrica, en enseñanza del idioma inglés, en mejora de los ecosistemas naturales y apoyo a guarderías. 

### Carreteras
Se construyeron y modernizaron, entre otras, las carreteras Monclova-Saltillo, Monclova-Monterrey, Múzquiz-Ojinaga, Chihuahua, San Pedro-Sierra Mojada y el tramo Los Chorros de la carretera 57; se construyó el distribuidor vial Carranza en Saltillo, se repavimentaron varios millones de metros cuadrados de carpeta asfáltica y se ampliaron los carriles del Periférico Raúl López Sánchez, en Torreón. Concretó la negociación de la autopista Monterrey – Saltillo.

### Otras contribuciones
Llevó a cabo la instalación de la Planta de Grupo Modelo en Nava, entre muchas otras inversiones. El Poder Judicial y la Procuraduría de Justicia fueron dotados de modernos edificios y se mejoraron los aeropuertos. Durante su gobierno, se construyó el edificio de la Universidad Tecnológica de la Región Centro, inició operaciones el Centro Cultural Pilar-Riojas y el Teatro Nazas en Torreón, se instaló un Centro de Rehabilitación Infantil Teletón en Saltillo y se creó el Instituto Estatal de Geriatría.[cita requerida]

### Conago
En la Conferencia Nacional de Gobernadores (Conago), de la cual fue presidente, impulsó temas imprescindibles para el país, donde destacó la reunión extraordinaria celebrada en Cuatro Ciénegas, en la que se firmaron importantes acuerdos para la vida nacional. 

### Candidato a la presidencia de la República
En 2005 se presentó como aspirante a la candidatura de su partido a la Presidencia de la República, como parte del llamado "TUCOM" (Todos Unidos COn México, muchas veces parodiado como "Todos Unidos COntra Madrazo") e impulsado fuertemente por un grupo de empresarios y la organización juvenil "Juventud Aliada de Enrique Martínez", pero no obtuvo la postulación de este grupo, que finalmente quedó en manos de Arturo Montiel.

### Delegado regional del CEN del PRI
Fue nombrado en julio-agosto de 2007 delegado del Comité Ejecutivo Nacional en el Estado de México, y colaboró con el entonces gobernador Enrique Peña Nieto. Actualmente se desempeña como delegado regional del CEN del PRI.[cita requerida]

### Sagarpa
El 30 de noviembre de 2012 fue nombrado titular de la Secretaría de Agricultura, Ganadería, Desarrollo Rural, Pesca y Alimentación por el presidente Enrique Peña Nieto, cargo que desempeñó hasta el 27 de agosto de 2015.

### Embajador de México ante Cuba
El 18 de abril de 2016 el Senado de la República aprobó su nombramiento como Embajador de México ante Cuba en sustitución Juan José Bremer. Recibió el Plácet por parte de la República de Cuba, en donde presentó formalmente sus cartas credenciales el 25 de mayo de 2016.

## Iniciativa privada

### Grupo Empresarial Martínez
Es además presidente del Consejo de Administración de su propia firma corporativa, Grupo Empresarial Martínez, S.A. de C.V., con sede en Saltillo, Coah., dedicada a múltiples actividades, entre las que destacan el ramo funerario con empresas como Funerales Martínez de Saltillo, Jardines del Santo Cristo de Saltillo, Martínez Servicios a Futuro y Mármoles Industriales de Saltillo con gran prestigio en la ciudad de Saltillo, la zona metropolitana del estado de Nuevo León, Ciudad Victoria, Querétaro y otras regiones del centro de la República Mexicana; así como el automotriz, con su participación en las empresas Coahuila Motors y Oriental Motors de Saltillo.